# Val de Bagnes (commune)
Pour la vallée, voir Val de Bagnes.
Val de Bagnes est une commune suisse du canton du Valais située dans le district d'Entremont. La commune est née en 2021 de la fusion entre les communes de Bagnes et de Vollèges.
L'administration communale a son siège au Châble. Elle dispose d'une antenne administrative à Vollèges et d'un guichet à Verbier.

## Géographie

### Situation

Vue aérienne (1964).

La commune de Val de Bagnes se situe dans la région du bas-Valais et le district d'Entremont.
La commune de Val de Bagnes est la quatrième plus grande commune de Suisse avec une surface de 302 km2. Elle dépasse ainsi la superficie des cantons de Schaffhouse (298 km2), Genève (282 km2) ou Zoug (238 km2). Lors du relevé de 2013-2018, les surfaces d'habitations et d'infrastructures représentaient 2,6 % de sa superficie, les surfaces agricoles 14,5 %, les surfaces boisées 16,2 % et les surfaces improductives 66,7 %.
Dans la commune, se trouve la station de ski de Verbier.
La Vallée de Bagnes compte de très nombreux sommets dont le Grand-Combin (4 314 m).

### Hydrographie
Arrosée par la Dranse de Bagnes, la vallée, orientée sud-est nord-ouest, s'ouvre près de Sembrancher au confluent de la Dranse de Bagnes et de la Dranse d'Entremont. De là, la Dranse va se jeter dans le Rhône au coude de Martigny, situé 15 km plus en aval.

### Localités
La commune comprend les localités de Bonatchiesse, Bruson, le Châble, Champsec, le Cotterg, le Fregnoley, Fionnay, Fontenelle, Lourtier, Médières, Mauvoisin, Montagnier, les Places, Prarreyer, Sarreyer, le Sapey, Verbier, Verbier Village, Versegères, Villette, Vollèges, Chemin-Dessus, Cries, Le Levron, Vens et Etiez.

## Histoire
Le 25 mai 1595, les différents hameaux de la commune sont touchés par une débâcle du Giétro,. Selon les estimations, près de 140 personnes meurent durant cet évènement et plusieurs centaines de bâtiments, maisons et chalets sont détruits dans le val de Bagnes et la plaine de Martigny.
Le 16 juin 1818, les localités sont à nouveau frappées par une débâcle du Giétro,. La crue survient à 16 h 30 après la rupture d'un barrage glaciaire en amont de Mauvoisin. La montée des eaux est très forte dans la vallée encaissée, au-dessus de 15 mètres avec des pics supérieurs à 20 mètres. Outre les victimes humaines (entre 34 et 44 morts du val de Bagnes jusqu'à Martigny), les dégâts sont très importants sur le territoire communal. Plusieurs habitations, chalets, granges et alpages sont détruits. Des moulins, des ponts (comme la passerelle en bois située à Mauvoisin) voire des chapelles (comme à Champsec ou à Lourtier) sont également abîmés ou emportés. Finalement, certaines zones sont entièrement à rebâtir, à l'instar de Champsec.
Le 10 février 2019, le projet de fusion entre les communes de Bagnes et de Vollèges est accepté par les citoyens des deux communes. Celle-ci ne font donc plus qu'une depuis le 1er janvier 2021, sous le nom de Val de Bagnes. La commune de Bagnes a approuvé la fusion à 69,5 % et celle de Vollèges à 68,9 %.

## Politique

### Autorités
Les autorités de Val de Bagnes sont constituées de : 
- un Conseil général composé de 60 membres ;
- un Conseil municipal de 9 membres ;
- un juge et un vice-juge.

### Conseil municipal
Le Conseil municipal (exécutif) est élu pour 4 ans au système proportionnel, il se compose de 9 membres.

#### Législature 2024-2028
Le Conseil municipal est composé de 5 membres du Centre, de 2 membres du Parti libéral-radical (PLR), d'un membre de l'Union démocratique du centre (UDC) et d'un membre d'Entremont Autrement.

### Conseil général
Le Conseil général (législatif) est élu pour 4 ans au système proportionnel, il se compose de 60 membres.

#### Législature 2025-2028

Composition législature 2025-2028

Durant la législature 2025-2028, le Conseil général est composé de 31 élus du Centre, 15 élus du PLR, 7 élus de l'UDC et 7 élus d'Entremont Autrement. Cette législature est marquée par le retour de l'UDC au détriment de sièges du PLR.

### Bourgeoisie
Selon  la  décision  des  bourgeoisies du 10 février 2019, les communes bourgeoisiales de Bagnes et de Vollèges sont réunies en une seule commune bourgeoisiale, sous le nom de « commune bourgeoisiale de Val de Bagnes ». La commune bourgeoisiale est administrée par le Conseil municipal.

## Démographie

### Évolution de la population
La commune compte 10 814 habitants au 31 décembre 2023 pour une densité de population de 36 hab/km2. Sur la période 2010-2023, sa population a augmenté de 15,6 % (canton : 17,0 % ; Suisse : 9,4 %).  

### Pyramide des âges
En 2023, le taux de personnes de moins de 30 ans s'élève à 28,9 %, au-dessous de la valeur cantonale (31 %). Le taux de personnes de plus de 60 ans est quant à lui de 28,3 %, alors qu'il est de 27,5 % au niveau cantonal.
La même année, la commune compte 5 539 hommes pour 5 275 femmes, soit un taux de 51,2 % d'hommes, supérieur à celui du canton (49,9 %).
| Hommes | Classe d’âge | Femmes |
| ------ | ------------ | ------ |
| 0,6    | 90 ans ou +  | 1,4    |
| 8,2    | 75 à 89 ans  | 10,3   |
| 18,1   | 60 à 74 ans  | 17,9   |
| 22,1   | 45 à 59 ans  | 21,3   |
| 21,5   | 30 à 44 ans  | 20,9   |
| 15,0   | 15 à 29 ans  | 14,0   |
| 14,6   | - de 14 ans  | 14,2   |

| Hommes | Classe d’âge | Femmes |
| ------ | ------------ | ------ |
| 0,6    | 90 ans ou +  | 1,3    |
| 8,0    | 75 à 89 ans  | 10,1   |
| 17,1   | 60 à 74 ans  | 17,9   |
| 21,0   | 45 à 59 ans  | 20,7   |
| 21,3   | 30 à 44 ans  | 20,1   |
| 17,3   | 15 à 29 ans  | 16,0   |
| 14,7   | - de 14 ans  | 14,0   |

## Culture et patrimoine

### Patrimoine bâti
Le Châble est le principal centre de la vallée de Bagnes. L'église paroissiale Saint-Maurice est un édifice de style gothique tardif construit entre 1520 et 1524 avec un clocher à lucarnes datant de 1488. L'église comporte trois nefs et un chœur polygonal fermé par une belle grille en fer forgé de 1683. Sur le maître-autel se trouvait une copie de la Cène de Léonard de Vinci datant du XIXe siècle ; le mobilier remonte aux XVIIIe siècle et XIXe siècle. Le maître-autel et une partie du mobilier sont détruits dans un incendie criminel en 2011. L'ossuaire construit en 1560 contient un intéressant groupe de statues baroques du XVIIe siècle. Au sud de l'église se trouve une cure du XVIe siècle ou du XVIIe siècle.
Près du pont se tient l'abbaye construite au début du XVe siècle. et transformée au XVIIe siècle. Il s'agit d'un édifice de forme carrée dont l'entrée est précédée d'un porche à colonnes. L'abbaye servit de résidence d'été à l'abbé de Saint-Maurice.
L'église paroissiale Saint-Martin de Vollèges, au sud-ouest du village, est attestée dès le XIIe siècle. Reconstruit entre 1456 et 1506, le clocher à remarquable flèche de pierre est attribuable au maître maçon Jean Vaulet-Dunoyer. La nef a été reconstruite en 1733, puis restaurée en 1946 et 2006.
À Villette se trouve un bel ensemble de maisons traditionnelles en bois ainsi qu'un moulin et une forge. L'Ancienne demeure est aujourd'hui un musée qui rappelle la vie d’antan dans le village.
Au Cotterg, on peut voir sur la place du village une fontaine monolithique.
À Mauvoisin, la chapelle construite vers 1730 occupe probablement l'emplacement d'une ancienne tour de garde. Le barrage de Mauvoisin a été construit entre 1950 et 1958.
À Louvie et au Giétro, on peut admirer des alpages typiques.

### Personnalités
- Mgr André Perraudin, né à Bagnes en 1914, archevêque de Kabgayi (Rwanda)
- Roland Collombin, skieur, médaillé olympique originaire de Versegères
- Philippe Roux, skieur et pilote de rallye de Verbier
- Maurice Chappaz, écrivain et poète suisse de Le Châble
- William Besse (1968-), skieur suisse de Bruson
- James Blunt, chanteur international
- Justin Murisier, skieur

### Héraldique
| Blason | Blasonnement : « D’azur, à un couple au naturel assis dans une bagne d’or remplie d’azur, surmonté d’un mélèze arraché d’or futé de sable, accompagné de deux étoiles d’argent ». » |

Les étoiles et le mélèze représentent les armes de l'ancienne commune de Vollèges. Les couleurs et les baigneurs sont tirés des armes de Bagnes.